# Кудинов, Василий Александрович
Васи́лий Алекса́ндрович Куди́нов (17 февраля 1969, Ильинка, Астраханская область — 11 февраля 2017, Астрахань) — советский и российский гандболист, выступавший на позиции левого полусреднего. Двукратный олимпийский чемпион (1992 и 2000), двукратный чемпион мира, чемпион Европы. Заслуженный мастер спорта СССР (1992). Заслуженный мастер спорта России (2004).

## Биография и карьера
Выступал в 1987—1992 за «Динамо» (Астрахань), в 1993—1995 за «Иври» (Париж, Франция), с 1996 в спортклубе «Хамельн» (Германия), 2000—2001 «Магдебург» (Германия), 2001—2004 «Хонда» (Япония), 2004—2005 «Лукойл-Динамо» (Астрахань).
С 2005 года тренировал молодёжную команду гандбольного клуба «Заря Каспия» (Астрахань) — «Авиатор ОКБ Сухого».
Скоропостижно скончался 11 февраля 2017 года в Астрахани. Похоронен на новом кладбище Астрахани.
Сын — Сергей Кудинов — тоже гандболист.

## Достижения
- Олимпийский чемпион 1992 и 2000
- Бронзовый призёр ОИ 2004
- Участник ОИ 1996 (5-е место)
- Чемпион мира 1993, 1997
- Серебряный призёр ЧМ 1999
- Чемпион Европы 1996
- Серебряный призёр ЧЕ 1994
- Победитель Игр Доброй воли 1990
- Полуфиналист Кубка европейских чемпионов 1990/91
- Участник розыгрышей Кубка обладателей кубков 1989/90 и 1991/92
- Чемпион СССР 1990
- Серебряный призёр чемпионата СССР 1989, 1991
- Бронзовый призёр чемпионата СНГ 1992
- Чемпион мира 1989 среди юниоров

## Награды
- Орден Почёта (19 апреля 2001 года) — за большой вклад в развитие физической культуры и спорта, высокие спортивные достижения на Играх XXVII Олимпиады 2000 года в Сиднее[6]
- Орден Дружбы (13 октября 1998 года) — за заслуги в развитии физической культуры и спорта[7].